# Ремизов, Анатолий Александрович
Анато́лий Алекса́ндрович Ре́мизов (3 октября 1943, Москва — 30 марта 2020, Москва) — театральный деятель, сценограф, художник по свету, театральный педагог. Заслуженный работник культуры Российской Федерации (1993)

## Биография
Анатолий Александрович родился 3 октября 1943 года в Москве.
С 1961—1966 гг. учился в Театральном художественно—техническом училище на отделении «Оборудование сцены» («ОС») и «Театральная светотехника» («ЭСТО»). Выбрать именно это училище ему посоветовал Анатолий Папанов, с которым они были соседи и проживали в Хамовниках.
В 1986 г. окончил Российский институт театрального искусства — ГИТИС (РАТИ) кафедру «Экономика и организация театрального дела».
С 1966 г. — заведующий осветительным цехом и главный художник по свету ведущих московских театров — ТЮЗ, Малый театр, театр Сатиры, Музыкальный театр им. К. С. Станиславского и В. И. Немировича-Данченко, Центральный академический театр Российской армии (ЦАТРА). Работал с такими деятелями искусств как Борис Морозов, Сергей Алдонин, Сергей Бархин, Иосиф Сумбаташвили, Валентин Плучек, Валерий Левенталь, Э. С. Кочергин, М. И. Царев, А. П. Васильев, Борис Бабочкин, Е. И. Куманьков, Б. А. Львов-Анохин, Павел Хомский, Юрий Еремин, В. А. Андреев, Николай Губенко, С. А. Соловьев, Д. Л. Боровский, Е. А. Гинзбург.
В качестве художника по свету выпустил более 300 спектаклей различных жанров. Член Союза художников России.
В 2003 году номинант национальной театральной премии «Золотой маски» — спектакль «Мадам Баттерфляй» реж. Людмила Налетова, художник Елена Степанова (Музыкальный театр им. Станиславского и Немировича-Данченко).
С 1972 года являлся членом Союза театральных деятелей и Ассоциации художников по свету России.
С 2000 года — преподаватель кафедры «Сценографии» РАТИ (ГИТИС), вёл предмет «Световое оборудование».
С 2006 года — главный художник по свету в Московском театре кукол «Жар-птица» на Стромынке.
С 2009 г. — преподаватель в режиссёрской магистратуре Школы-Студии МХАТ и ЦИМ им. В. Э. Мейерхольда.
Анатолий Александрович был отличным педагогом, воспитал целую плеяду замечательных достойных специалистов, работающих теперь во многих театрах.
Ушёл из жизни 30 марта 2020 года после продолжительной болезни. Похоронен на Алексеевском кладбище в Москве.

## Семья
- Супруга — Марина Борисовна Ремизова (1951 г.р.) — окончила Московский энергетический институт кафедру «Светотехники», с 1995 года преподаёт в Театральном художественно-техническом колледже на электросветотехническом факультете ЭСТО.
- Сын — Денис Анатольевич Ремизов (1975—2012) — инженер по проектированию и установке технического оснащения сценических площадок профессиональным световым, аудио-видео и сценическим оборудованием.
  - Внучка — Екатерина Денисовна Ремизова (1998 г.р.) — выпускница МЭИ, преподаватель ТХТК.

## Театральные работы

### Художник по свету

#### Малый театр
- 1986 — «Недоросль». Пьеса Фонвизина — Режиссер В. Н. Иванов, художник Е. И. Куманьков
- 1987 — «Игра». Пьеса в 2-х частях Ю. В. Бондарева. Режиссёр-постановщик В. А. Андреев, режиссёр Н. В. Кенигсон, художник Е. И. Куманьков (премьера 25 сентября 1987)
- 1988 — «Долгий день уходит в ночь». Пьеса в 4-х д. Ю. О`Нила, перевод с английского и литературная редакция В. Вульфа. Сценическая редакция Малого театра. Режиссёр-постановщик С. И. Яшин, художник Е. Качелаева (премьера 22 января 1988)
- 1988 — «Гости». Пьеса в 2-х частях Л. Зорина. Режиссёр-постановщик В. А. Андреев, режиссёр Н. В. Кенигсон, художник Е. И. Куманьков, композитор Ю. С. Саульский (премьера 11 июня 1988)
- 1990 — «Князь Серебряный». Драма в 2-х частях А. К. Толстого . Инсценировка В. Н. Иванова. Режиссёр-постановщик В. Н. Иванов. Художник Е. И. Куманьков. (премьера — 18 октября 1990)
- 1990 — «Мещанин во дворянстве». Комедия в 2-х действиях Ж. Б. Мольера. Сценическая редакция Нисим Алони (Израиль). Перевод Беллы Моргенштерн (Израиль). Режиссёр-постановщик Илан Ронен (Израиль). Сценография и костюмы Рут Дар (Израиль). (премьера — 14 ноября 1990)
- 1990 — «Дикарка». Комедия в 4-х действиях А. Н. Островского и Н. Я. Соловьева. Режиссёр-постановщик В. М. Соломин. Художник В. А. Ковальчук. (премьера — 28 декабря 1990)
- 1991 — «Кетхен из Хайльбронна». Историческая драма в 2-х действиях Г. фон Клейста. Пер. Н. Рыковой. Сценическая редакция Малого театра. Режиссёр-постановщик Клаус Вагнер (ФРГ). Художник Томас Пекне (ФРГ). (премьера — 23 февраля 1991)
- 1991 — «Убийство Гонзаго». Драма в 2-х действиях Н. Йорданова. Пер. Э. Г. Макаровой. Режиссёр-постановщик Б. А. Морозов. Режиссёр А. А. Четверкин. Художник И. П. Капитонов. (премьера — 15 июня 1991)
- 1991 — «Детоубийца» («Царь Пётр и Алексей»). Драма в 2-х частях Горенштейна. Режиссёр-постановщик В. М. Бейлис. Режиссёр А. И. Шуйский. Художник Э. С. Кочергин. (премьера — 27 декабря 1991)
- 1992 — «Дядюшкин сон». Инсценировка повести в 3-х действиях М. Достоевского. Режиссёр-постановщик А. А. Четверкин. Художник А. К. Глазунов. (премьера — 06 февраля 1992)
- 1992 — «Царь Иудейский». Драма в 4-х действиях К. Р. (К. Романова). Режиссёр-постановщик В. Н. Драгунов. Режиссёр В. Я. Мартенс. Художник С. М. Бархин. (премьера — 26 апреля 1992)
- 1992 — «Обрыв». Инсценировка романа И. А. Гончарова в 2-х частях В. А. Ефремовой. Режиссёр-постановщик В. А. Ефремова. Режиссёр А. И. Шуйский. Художник И. Г. Сумбаташвили. (премьера — 11 июня 1992)
- 1992 — «Горячее сердце». Комедия в 5 действиях А. Н. Островского. Режиссёр-постановщик Б. А. Морозов. Художник Э. С. Кочергин. (премьера — 19 декабря 1992)
- 1993 — «Не было ни гроша, да вдруг алтын». Комедия в 5 действиях А. Н. Островского. Режиссёр-постановщик Э. Е. Марцевич. Художник Е. И. Куманьков. (премьера — 8 апреля 1993)
- 1993 — «Дядя Ваня». Сцены из деревенской жизни в 4-х действиях А. П. Чехова. Режиссёр-постановщик С. А. Соловьев. Режиссёр А. А. Четверкин. Художник В. Левенталь. Композитор И. Шварц. (премьера — 25 мая 1993)
- 1993 — «Царь Борис». Трагедия в 2-х частях А. К. Толстого. Режиссёр-постановщик В. М. Бейлис. Художник И. Г. Сумбаташвили. Композитор Г. В. Свиридов. (премьера — 25 декабря 1993)
- 1994 — «Преступная мать, или Второй Тартюф». Драма в 5 действиях Бомарше. Режиссёр-постановщик Б. А. Морозов. Художник И. Г. Сумбаташвили. (премьера — 22 апреля 1994)
- 1994 — «Волки и овцы». Комедия в 5 действиях А. Н. Островского. Режиссёр-постановщик В. Н. Иванов. Художник А. К. Глазунов. (премьера — 25 июня 1994)
- 1994 — «Пир победителей». Комедия в 4-х актах А. И. Солженицына. Режиссёр-постановщик Б. А. Морозов. Художник И. Г. Сумбаташвили. (премьера — 25 января 1994)
- 1995 — «Смерть Иоанна Грозного» («Царь Иоанн Грозный»). Трагедия в 5 действиях А. К. Толстого. Режиссёр-постановщик В. Н. Драгунов. Художник Е. И. Куманьков. Композитор Г. В. Свиридов. (премьера — 29 апреля 1995)
- 1995 — «Таланты и поклонники». Комедия в 4-х действиях А. Н. Островского. Режиссёр-постановщик В. М. Бейлис. Художник И. Г. Сумбаташвили. (премьера — 20 октября 1995)
- 1995 — «Снежная королева». Сказка в 4-х действиях Е. Шварца. Режиссёр-постановщик В. Н. ИвановХудожник А. К. Глазунов.(премьера — 28 декабря 1995)
- 1996 — «Чудаки». Сцены в 4 действиях, соч. Максима Горького, 1910 г. Режиссёр-постановщик А. В. Коршунов. Художник А. К. Глазунов. (премьера — 4 февраля 1996)
- 1996 — «Свои люди — сочтёмся!». Комедия в 4-х действиях А. Н. Островского. Режиссёр-постановщик А. А. Четверкин. Художник Г. А. Белов. (премьера — 11 апреля 1996)
- 1996 — «Чайка». Комедия в 4-х действиях А. П. Чехова. Режиссёр-постановщик В. Н. Драгунов. Художественный руководитель постановки Ю. М. Соломин. Художник А. К. Глазунов. (премьера — 26 октября 1996)
- 1997 — «Тайны мадридского двора». Комедия в 2 частях Э. Скриба и Э.-В. Легуве. Режиссёр-постановщик В. М. Бейлис. Режиссёр А. И. Шуйский. Художник Э. Г. Стенберг. (премьера — 24 октября 1997)
- 1998 — «Лес». Комедия в 2 действиях, 5 картинах А. Н. Островского. Режиссёр-постановщик Ю. М. Соломин. Художник Э. Г. Стенберг. . (премьера — 21 мая 1998)

#### Центральный академический театр Советской Армии
- 1997 — «Отелло» — В. Шекспир — реж. Б. А. Морозов, художник И. Г. Сумбаташвили
- 2004 — «Человек из Ламанчи» реж. Юлий Гусман, художник Юрий Антизерский
- 2008 — «Волки и овцы» Александр Островский — реж. Борис Морозов, художник Иосиф Сумбаташвили
- 2009 — «Одноклассники» Юрий Поляков — реж. Борис Морозов, художник Иосиф Сумбаташвили
- 2010 — «Вечно живые» — пьеса Виктора Розова — реж. Борис Морозов, художник Иосиф Сумбаташвили
- 2011 — «Госпожа министерша» — реж. Борис Морозов, художник Михаил Смирнов[2]
- 2013 — «Соловьиная ночь» пьеса Валентина Ежова — реж. Андрей Бадулин, художник Михаил Смирнов
- 2012 — «Похищение принцессы фей» — реж. Андрей Бадулин, художник Михаил Смирнов
- 2012 — «Шинель» — Н. В. Гоголь — реж. Борис Морозов, художник И. Г. Сумбаташвили

#### Московский театр сатиры
- 1975 — «Ремонт» — реж. Плучек, художник В. Я. Левенталь[3]
- 1980 — «Гнездо глухаря» — пьеса Виктора Розова реж. Плучек, художник Иосиф Сумбаташвили[4]
- «Её превосходительство» — реж. Ширвиндт, художник Александр Бойм
- «Пена» пьеса Сергея Михалкова — реж. Плучек, художник Сергей Бархин
- 1980 — «Трёхгрошовая опера» Б.Брехт — реж. Плучек, художник Иосиф Сумбаташвили[5]
- «Чудак» — реж. Кондратьев В. П., художник Борис Мессерер
- «Самоубийца» — пьеса Н. Эрдмана. реж. В. Н. Плучек, художник Б.Мессерер
- «Бег» — пьеса М.Булгакова — реж. В. Н. Плучек, художник Левенталь В. Я.
- «Вишневый сад» — пьеса Чехова А.П — реж. Плучек В.Н, художник Левенталь В.Я
- «Женитьба Фигаро» — пьеса Бомарше — реж. Плучек В. Н., художник Левенталь В.Я
- «Горе от ума» — А. Грибоедов — реж. Плучек В. Н., художник Левенталь В. Я.

#### ГБУК г. Москвы "Московский музыкально-драматический цыганский театр "Ромэн"
- 1963 — «Закон предков» — пьеса И. Ром-Лебедев — реж. И. Хрусталёв, художник С. Бархин (премьера 11 декабря 1963 г.)
- 1978 — «Мы – цыгане» — автор сценария И. Ром-Лебедев — реж. М. Гольдблат, художник С. Бархин (премьера 8 января 1976 г.)
- 1976 — «Огненные кони» — автор сценария И. Ром-Лебедев — реж. Н. Сличенко, художник Э. Стенберг (премьера 3 апреля 1978 г.)
- 1985 — «Птицам нужно небо» — пьеса И. Ром-Лебедев — реж. Н. Сличенко, художник А. Меринов (премьера 13 декабря 1985 г.)
- 2001 — «Таборные игры» — пьеса А. Кравцов  — реж. Н. Сличенко, художник В. Зайцев (премьера 17 августа 2001 г.)
- 2005 — «Ослеплённые» — пьеса Э. Эгадзе  — реж. П. Бобров, художник А. Тышлер (премьера 22 апреля 2005 г.)
- 2007 — «Колдовская любовь» — пьеса Г. Лорка — реж. Г. Жемчужный, художник Г. Жемчужный (премьера 10 апреля 2007 г.)

#### Театр кукол имени С. В. Образцова
- «Ночь перед рождеством» — Гоголь Н. В. — реж. Образцова Е.А, худ. Алимов С.А
- «Винни Пух» — реж. Образцова Е. А., художник Алимов С. А.

#### Российский академический молодёжный театр
- 2000 — «Севильский цирюльник» пьеса Бомарше — реж Сергей Алдонин, художник Михаил Бархин (премьера — 22 января 2000)
- 2009 — «Ноев ковчег» — реж. Сергей Образцов и Леонид Хаит, художник Владимир Гарбузов

#### МХАТ им. М. Горького
- 1991 «Белая гвардия» — М. Булгаков — реж. Т. В. Доронина, художник В.Серебровский
- «Обрыв» — А. Гончаров — реж. А.Сазонов, художник В.Архипов

#### Московский театр «Школа современной пьесы»
- 2012 — «Подслушанное, подсмотренное, незаписанное» — пьеса Е. Гришковца — реж. И.Райхельгауз, художник А.Трегубов (премьера 27 марта 2012 г.)

ЦИМ им. Мейерхольда
- 2005 — «Шинель» — Н. В. Гоголь — реж. Валерий Фокин, художник Александр Боровский (премьера 4 октября 2005 г.)

Государственный Цирк на пр. Вернадского
- 2003 — «Свадьба соек» мюзикл — реж. Гинзбург Е. А., художник. М. Месхишвили (премьера 25 сентября 2003 г.)

Белгородский Государственный Академический Драматический театр им. М. С. Щепкина
- «Лес» — А.Островский — реж. Б.Морозов, художник Михаил Смирнов
- «Горе от ума» Грибоедов — реж. Б.Морозов, художник Михаил Смирнов[6]
- «Завороженное семейство» — Л. Н. Толстой — реж. Борис Морозов, худ. И. Г. Сумбаташвили

## Награды и звания
- Заслуженный работник культуры Российской Федерации (указ от 14 июля 1993 года)
- Звание «Ветеран труда»
- Медаль «850 лет Москвы»